# Танака Сьосуке
Тана́ка Сьо́суке (яп. 田中勝介, たなかしょうすけ; ? — ?) — японський торговець і мореплавець кінця 16 — початку 17 століття.
Перший японець який перетнув Тихий океан. Походив родом з Кіото. 1610 року вирушив до Мексики разом із Родріго де Віверо, колишнім губернатором Філіппін, корабель якого прибило до японських берегів штормом. Наступного року повернувся на батьківщину.